# エンカウンターグループ
エンカウンター・グループ（英：Encounter group）は、人間関係能力の開発や心理的成長を目的とした小規模で集中的な人間的な出会いのグループ体験、これらが発展し流行した1960年代アメリカのヒューマンポテンシャル運動、またはカール・ロジャースに始まるグループ体験・集団心理療法であるベーシック・エンカウンター・グループ（非構成的エンカウンター・グループ）、構成的エンカウンター・グループ（構成的グループ・エンカウンター）を指す。

## 概要
次のような意味で使われ、アメリカと日本ではやや意味が異なる。
アメリカ
- ヒューマンポテンシャル運動全体[1]
- スモール・インテンシブ・グループ[1]（集中的小規模グループ体験）
- ベーシック・エンカウンター・グループ[1]（基本的エンカウンター・グループ、非構成的エンカウンター・グループ）

日本
- ベーシック・エンカウンター・グループ[1]
- 構成的エンカウンター・グループ（構成的グループ・エンカウンター）[1]

日本では構成的エンカウンター・グループも含めエンカウンター・グループと呼ぶ。

## ヒューマンポテンシャル運動
詳細はヒューマンポテンシャル運動を見よ。

## スモール・インテンシブ・グループ
Tグループ、エンカウンター・グループ、感受性訓練、人間関係トレーニング、グループダイナミクストレーニングなど様々な形式で実施されている。
1940年代後半にクルト・レヴィンが始めたTグループが先駆であり、人間関係能力の開発に重点を置くアメリカ東部の流れ、フレデリック・パールズのゲシュタルト療法の影響を受け個人の心理的成長を重視しカリフォルニアのエサレン研究所を中心に発展したアメリカ西海岸の流れ、カール・ロジャースに始まるベーシック・エンカウンター・グループがある。

## ベーシック・エンカウンター・グループ
1940年代後半に非指示的カウンセリングの創始者であるカール・ロジャースがカウンセラーの訓練から考案し、60年代のヒューマンポテンシャル運動の中で発展した。人間関係能力の開発と心理的成長にフォーカスしたグループ体験である。１～2名のファシリテーター、10～15名の参加者、2～3時間のセッション、2～3泊の宿泊形式で行われることが多い。基本的に個々の参加者の主体性を尊重し、あまり構造化されていない。自由な会話が行われ、メンバーによってどのような方向に進むかわからないため、ファシリテーターの力量に左右される面が大きい。
1969年にカール・ロジャースのもとに留学した畠瀬稔・畠瀬直子夫妻が日本に導入・紹介し、1970年に日本で初めて実施された

## 構成的エンカウンター・グループ
グループにはあらかじめ条件（枠）が与えられ（かなり構造化され）、ファシリテーターが主導権を取って進行する。アメリカ西海岸の系譜で、カール・ロジャーズらのカウンセリング・ワークショップ（非構成的）や、特にエサレン研究所におけるパールズのゲシュタルト療法ワークショップに直接影響を受けている。
日本にはアメリカから導入された。1970年代後半からエサレン研究所で学んだ國分康孝が菅沼憲治らと共に研究と実践報告を次々発表し、大学生対象の実践中心に徐々に広がり、1981年に國分康孝が著書で「構成的グループ・エンカウンター」の名で紹介し広く知られるようになった（國分康孝が構成的エンカウンター・グループを創始したとする書籍もあるが、正確ではない）。日本における教育技法としての構成的エンカウンター・グループは、筑波大学で教鞭をとっていた國分康孝の教え子たちが教育現場で実践することで普及しており、國分康孝の貢献は大きい。
非構成的エンカウンター・グループに比べて、やることを決められアレンジも容易で実施しやすく、非構成的エンカウンター・グループより参加者が傷つくことを防ぎやすい反面、ファシリテーターが「人間的な出会いのグループ」というエンカウンターのねらいを十分自覚していないなどの問題があると、エクササイズをこなすことが目的化するといった失敗も起こりやすい。

## 宗教における利用
エンカウンターグループ（ベーシック・エンカウンター・グループ）は、ヒューマンポテンシャル運動の実践の一つであり、もともと霊的・精神的な変容というより、感情的・社会的変容を目的としていたが、後に宗教的な目的にも用いられた。宗教的利用の中で最も成功したものの1つは、新宗教運動のオショー＝ラジニーシ運動の創始者であるインド人グルのバグワン・シュリ・ラジニーシ（Osho、1931年 - 1990年) によるものである。ヒューマン・ポテンシャル運動の主要人物の幾人かがオショー＝ラジニーシ運動に改宗し、彼らとともに多くのクライエントも運動のフォロワーとなった。
ラジニーシのアシュラムでは悟りに至る手助けとしてヒューマンポテンシャル運動で開発された様々なセラピーが行われたが、かなり過激な形になっており、参加者はセラピーで全裸になることが求められ、エンカウンターグループではある程度の肉体的暴力も許容され、参加者同士のセックスも行われていた。